# Еспи (Пенсилванија)
Еспи (енгл. Espy) насељено је место без административног статуса у америчкој савезној држави Пенсилванија.

## Демографија
По попису из 2010. године број становника је 1.642, што је 214 (15,0%) становника више него 2000. године.
| Група             | 2000.         | 2010.         |
| Белци             | 1.379 (96,6%) | 1.568 (95,5%) |
| Афроамериканци    | 9 (0,6%)      | 19 (1,2%)     |
| Азијати           | 16 (1,1%)     | 17 (1,0%)     |
| Хиспаноамериканци | 16 (1,1%)     | 30 (1,8%)     |
| Укупно            | 1.428         | 1.642         |